# Pinus halepensipinaster
Pinus halepensipinaster là một loài thực vật hạt trần trong họ Pinaceae. Loài này được Saporta mô tả khoa học đầu tiên năm 1889.